# Skládání rychlostí
Skládáním rychlostí se ve fyzice zpravidla označuje důsledek speciální teorie relativity, přesněji Lorentzovy transformace. Pohybují-li se dva objekty vůči vztažné soustavě S rovnoběžnými rychlostmi {\displaystyle v_{1}}, {\displaystyle v_{2}}, pak ve vztažné soustavě S'  spojené s prvním z nich se bude druhý pohybovat rychlostí
{\displaystyle v'_{2}={\frac {v_{2}-v_{1}}{1+{\frac {v_{1}v_{2}}{c^{2}}}}}.}
Když jsou obě rychlosti malé ve srovnání s rychlostí světla ve vakuu {\displaystyle c}, je jmenovatel zlomku téměř roven jedné, takže rychlosti lze skládat prostým odčítáním (resp. sčítáním, když se tělesa pohybují opačnými směry). Při malých rychlostech tedy dobře funguje klasická fyzika, při velkých rychlostech se začnou projevovat relativistické efekty. Výsledek skládání rychlostí menších než {\displaystyle c} bude podle relativistického vztahu také vždy menší než {\displaystyle c}. Rychlost světla ve vakuu představuje horní mez rychlosti, jakou se mohou tělesa pohybovat.
Pro obecné směry rychlostí platí
{\displaystyle \mathbf {v} '_{2}={\frac {\mathbf {v} _{2}+\mathbf {v} _{1}\left({\frac {\mathbf {v} _{1}\cdot \mathbf {v} _{2}}{|\mathbf {v} _{1}|^{2}}}(\gamma -1)-\gamma \right)}{\gamma \left(1-{\frac {\mathbf {v} _{1}\cdot \mathbf {v} _{2}}{c^{2}}}\right)}},\;}kde {\displaystyle \;\gamma ={\frac {1}{\sqrt {1-{\frac {|\mathbf {v} _{1}|^{2}}{c^{2}}}}}}\,} (což je Lorentzův faktor).
Zajímavé je, že existuje fyzikální veličina podobná rychlosti, která také popisuje míru pohybu, ale není shora omezená a umožňuje skládání obyčejným sčítáním. Nazývá se rapidita.